# 基督复活 (拉斐尔)

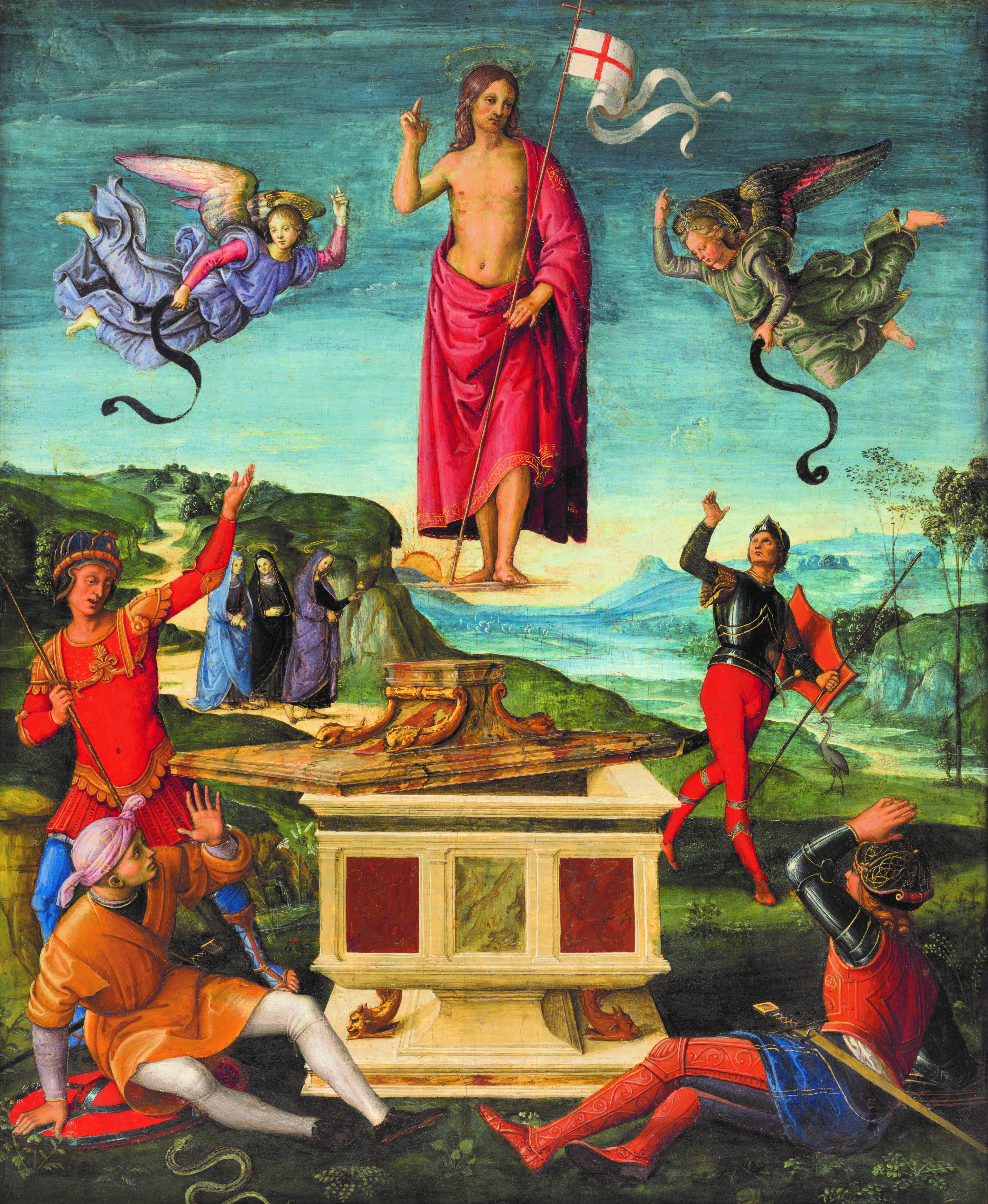

《基督复活》是意大利文艺复兴 艺术大师拉斐尔的一幅木板油画,绘制于1499 年至 1502 年之间。这幅作品是拉斐尔已知现存最早的画作之一，也是拉斐尔的第一个有记录的委托作品，在 1789 年的地震中严重受损。 
自1954 年以来，这幅画由巴西圣保罗艺术博物馆收藏。  这是拉斐尔唯一一件在南半球的作品。  